# Seavington St Michael
Seavington St Michael est une paroisse civile et un village du Somerset, en Angleterre.